# Посёлок имени Комиссарова
имени Комиссарова — посёлок в Омском районе Омской области России. Входит в состав Усть-Заостровского сельского поселения. Население 292 чел. (2010) .

## История
В соответствии с Законом Омской области от 30 июля 2004 года № 548-ОЗ «О границах и статусе муниципальных образований Омской области» посёлок вошёл в состав образованного муниципального образования «Усть-Заостровское сельское поселение».

## География
Посёлок имени Комиссарова находится на юге центральной части региона, у р. Иртыш.
Абсолютная высота — 82 м над уровнем моря.

## Флора, фауна
Ботанический памятник природы «Дендропарк им П. С. Комиссарова» (заложен в 1885 году)

## Население
| 2006 | 2010 |
| ---- | ---- |
| 82   | ↗292 |

Гендерный состав
По данным Всероссийской переписи населения 2010 года в гендерной структуре населения из 292 человек мужчин — 134, женщин — 158	(45,9 и 54,1 % соответственно)
Национальный состав
Согласно результатам переписи 2002 года, в национальной структуре населения русские составляли 77 % от общей численности населения в 234 чел..

## Инфраструктура
Развитое сельское хозяйство. Личное подсобное хозяйство. База отдыха.

## Транспорт
Находится на федеральной автодороге А-320.